# Quinta de Tøyen

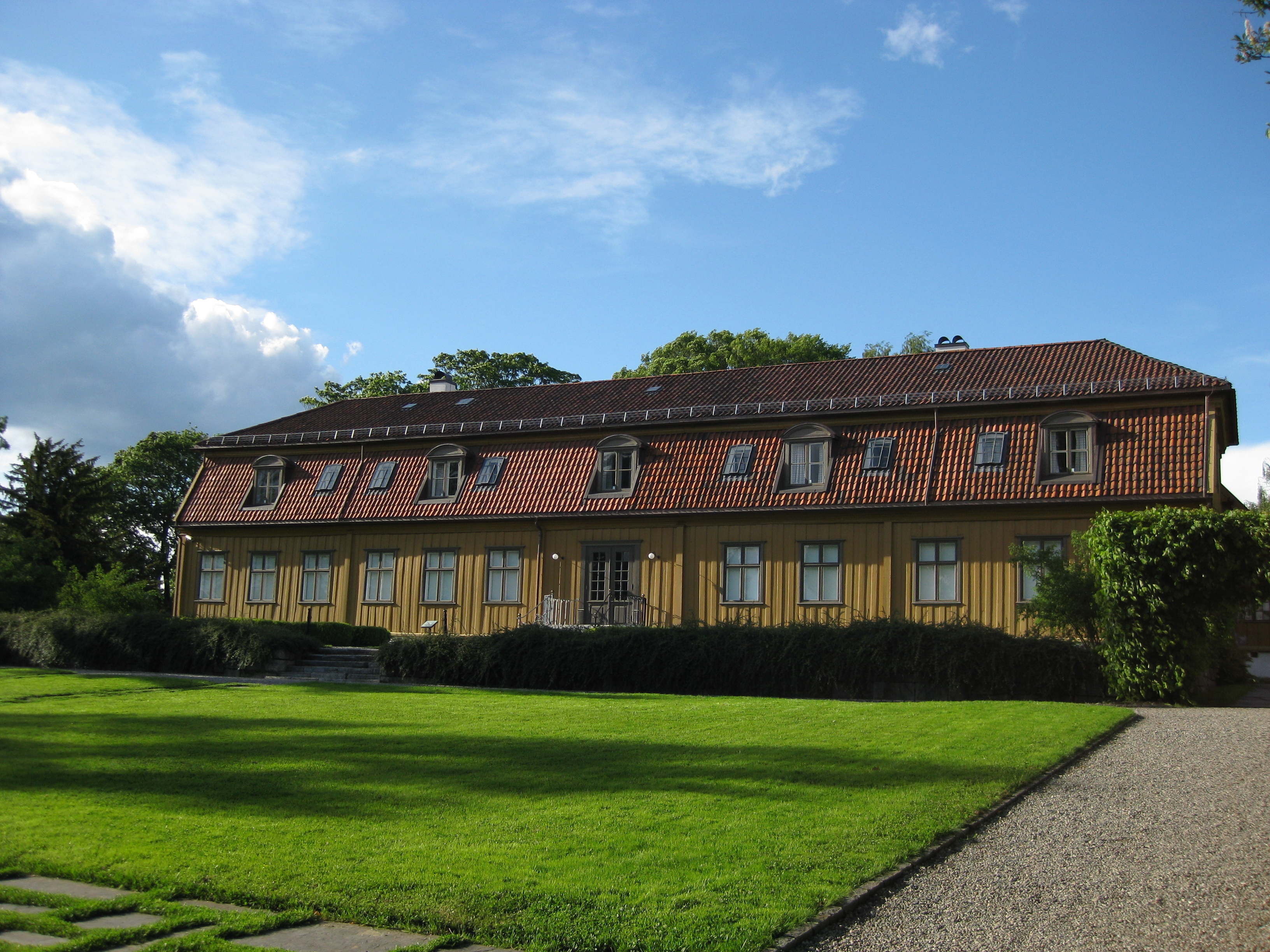
Quinta de Tøyen

A Quinta de Tøyen é uma das antigas grandes quintas de Oslo, na Noruega. O edifício actual foi construído em 1679, e é provavelmente o edifício de madeira mais antigo de Oslo. A casa situa-se no Jardim Botânico e é propriedade do Museu de História Natural da Universidade de Oslo.

## História
A Quinta de Tøyen pertencia originalmente ao Mosteiro de Nonneseter. Em 1620 foi arrendada por Jens Bjelke, Chanceler da Noruega, que a comprou em 1640, tomando então o estatuto de domínio senhorial. A rua Jens Bjelke gate passa hoje em frente à quinta.
O presidente do supremo tribunal Johan Laus Bull vendeu a quinta ao Rei Frederico VI em 1812, tendo então o rei doado a quinta à Universidade de Oslo. Em 1814 começou a ser construído o Jardim Botânico.